# Ernst Lanzer
Ernst Lanzer (1878-1914) es, según reveló en 1986 el psicoanalista canadiense Patrick Mahoney, la identidad real del paciente tratado por Sigmund Freud desde 1907 cuyo seudónimo fue el hombre de las ratas, aunque muchas otras fuentes sostienen que se trataba de Paul Lorenz. Su caso fue publicado en la obra de Freud de 1909 A propósito de un caso de neurosis obsesiva (Bemerkungen über einen Fall von Zwangsneurose).

## El hombre de las ratas

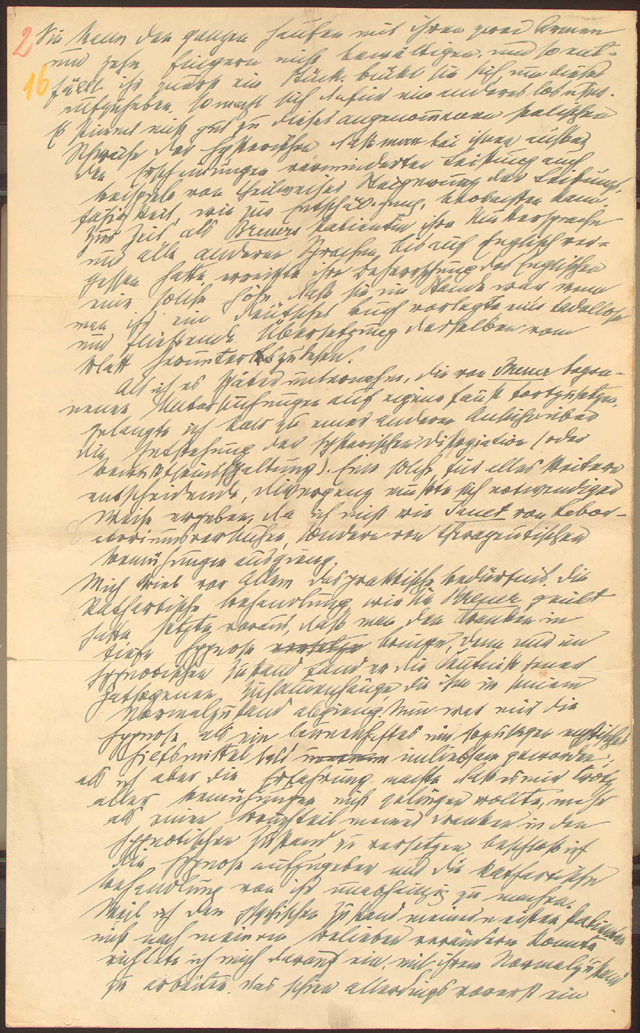
Parte del manuscrito de Freud sobre el hombre de las ratas (1909)

Su seudónimo se deriva del hecho de que uno de los síntomas del paciente era una fantasía obsesiva concerniente a dos personas cercanas a él, en la cual un recipiente de ratas era fijada a sus nalgas para roer en el ano.
Es considerada la segunda gran cura psicoanalítica realizada por Sigmund Freud, después del caso Dora y antes del hombre de los Lobos, siendo su historia la mejor construida, la más estructurada y la de mayor rigor lógico. Su tratamiento abarcó aproximadamente nueve meses, del 1 de octubre de 1907 a julio de 1908, y Freud expuso diversos informes en cinco ocasiones en las reuniones de la Asociación Psicoanalítica Vienesa, antes de presentar extensamente el caso en el primer Congreso Psicoanalítico Internacional, celebrado en Salzburgo, el 27 de abril de 1908; según Ernest Jones, que se hallaba presente, su disertación en esa oportunidad duró cuatro horas.